# 屋久島警察署
屋久島警察署（やくしまけいさつしょ）は、鹿児島県熊毛郡屋久島町にある鹿児島県警察が所管する警察署。

## 概要

### 管内の概要
2018年（平成30年）12月1日現在、以下のようになっている。
- 管内人口 : 12,306人
- 管内世帯数 : 6,032世帯
- 管内面積 : 540.48 km2

## 組織
- 署長
  - 次長
    - 警務課
    - 会計課
    - 地域課
    - 交通課
    - 生活安全刑事課
    - 警備課

## 交番・駐在所

### 交番
- 宮之浦交番

### 駐在所
- 尾之間駐在所
- 栗生駐在所